# Dilobopterus quinquesignata
Dilobopterus quinquesignata är en insektsart som beskrevs av Walker 1858. Dilobopterus quinquesignata ingår i släktet Dilobopterus och familjen dvärgstritar. Inga underarter finns listade i Catalogue of Life.